# یوری میدوری
یوری میدوری (انگلیسی: Yurie Midori؛ زادهٔ ۱۶ آوریل ۱۹۹۱) بازیگر، و شخصیت‌های تلویزیونی در ژاپن اهل ژاپن است.